# Richard Adjei
Richard Adjei (n. 30 ianuarie 1983, Düsseldorf, Germania – d. 26 octombrie 2020, Düsseldorf, Germania) a fost un bober ce a reprezentat Germania, medaliat olimpic. A participat la o ediție a Jocurilor Olimpice (2010) în care a câștigat o medalie de argint.